# Рэндольф Генри Стюарт, 11-й граф Галлоуэй
Рэндольф Генри Стюарт, 11-й граф Галлоуэй (англ. Randolph Stewart, 11th Earl of Galloway; 14 октября 1836 — 7 февраля 1920) — шотландский аристократ, игрок в крикет и офицер британской армии.

## Биография
Родился 14 октября 1836 года в Сорби, Уигтауншир, Шотландия. Второй сын Рэндольфа Стюарта, 9-го графа Галлоуэя (1800—1873), и его жена, леди Гарриет Бланш Сомерсет (1811—1885). Он получил образование в школе Хэрроу. После окончания школы Рэндольф Стюарт был зачислен в британскую армию в чине энсина в 42-м горском пехотном полку. В августе 1855 года он был повышен до чина лейтенанта . Рэндольф Стюарт участвовал на последнем этапе Крымской войны против России, присутствовал при осаде и падении Севастополя. Был награжден османской Крымской медалью.
Рэндольф Стюарт играл в первоклассный крикет за джентльменов Англии в 1856 году, дважды выступая против джентльменов Суррея и Сассекса в Лордсе и джентльменов Кента и Сассекса в Кентербери.
Он участвовал в подавлении британской армией Индийского восстания и присутствовал при осаде Лакхнау в 1857 году. После подавления мятежа Рэндольф Стюарт продолжал служить в британской Индии в качестве бригадного майора в Фирозпуре в 1859 году и заместителя помощника генерал-квартирмейстера в Аллахабаде в 1860 году. Он был повышен в звании до капитана путем покупки чина в июне 1864 года. Позднее он занимал должность мирового судьи Уигтауншира.
7 февраля 1901 года после смерти своего бездетного старшего брата, Алана Плантагенета Стюарта, 10-го графа Галлоуэя (1835—1901), Рэндольф Генри Стюарт унаследовал его титулы и поместья, став 11-м графом Галлоуэй, 11-м лордом Гарлисом, 10-м баронетом Стюартом из Корсуэлла, 9-м баронетом Стюартом из Беррея и 4-м бароном Стюартом из Гарлиса.
11-й граф Галлоуэй скончался в феврале 1920 года в Миннигаффе в графстве Керкубришир (Шотландия). Ему наследовал его старший сын, Рэндольф Стюарт, 12-й граф Галлоуэй (1892—1978).

## Семья
3 июня 1891 года достопочтенный Рэндольф Генри Стюарт женился на Эми Мэри Полин Клифф (? — 25 июня 1942), дочери Энтони Джона Клиффа. У супругов было двое сыновей:
- Рэндольф Элджернон Рональд Стюарт, 12-й граф Галлоуэй (21 ноября 1892 — 13 июня 1978), старший сын и преемник отца.
- Лейтенант достопочтенный Кейт Энтони Стюарт (8 сентября 1894 — 9 мая 1915).